# Zavrč
Zavrč je naselje in središče istoimenske občine na severovzhodnem robu Haloz.
V bližini naselja je bil do vstopa Hrvaške 1. januarja 2023 v skupno schengensko območje, ko je bila mejna kontrola po 32. letih ukinjena, tudi mejni prehod Zavrč.